# Trio pour violon, violoncelle et piano de Pierné
Pour les articles homonymes, voir Trio pour violon, violoncelle et piano.
Le Trio pour violon, violoncelle et piano, en ut mineur, op. 45, est une œuvre de musique de chambre de Gabriel Pierné composée en 1920 et 1921.

## Présentation
Le Trio pour violon, violoncelle et piano de Pierné est composé en 1920 et 1921,. En ut mineur, l'œuvre porte le numéro d'opus 45,.
Le trio, dédié à Henri Rabaud, est créé le 11 février 1922 à Paris, salle de la Société des concerts (Ancien Conservatoire), par Georges Enesco au violon, Gérard Hekking au violoncelle et le compositeur au piano, lors d'un concert de la Société nationale de musique,,,.
Pour Jacques Tchamkerten, c'est « sans nul doute la composition la plus vaste et la plus développée de Pierné », qui « peut être considéré[e] comme son chef d'œuvre dans le domaine de la musique de chambre ».

## Structure et commentaires
Le Trio, d'une durée moyenne d'exécution de quarante-et-une minutes environ, est constitué de trois mouvements :
1. Agité, de mouvement et de sentiment, « monumental [..., qui] occupe à lui seul près de la moitié de l'ouvrage[1] » ;
2. Allegretto scherzando, à 
, qui « semble inspiré de quelque folklore imaginaire d'Europe orientale[1] » ;
3. Modérément lent, qui s'ouvre sur une « oppressante introduction[6] » qui mène à « un thème d'allure bretonne [...] qui va servir de base à une série de variations au cours desquelles il se métamorphosera au prisme de savoureux jeux rythmiques, contrapuntiques ou de timbre[6] ».

Pour Georges Masson, le Trio pour violon, violoncelle et piano « témoigne d'une recherche toujours plus poussée de timbres, de rythmes et de thèmes contrastés. Il réalise, en son troisième mouvement, l'alliance de l'impressionnisme et du franckisme ».
Adolphe Piriou relève que certains considèrent la pièce comme étant la meilleure œuvre de Gabriel Pierné.
La partition est publiée par Durand, en 1922.

## Discographie
- Pierné, Fauré : Trios avec piano, Trio Hochelaga, ATMA Classique ACD 2 2355, 2004.
- Gabriel Pierné, la musique de chambre, vol. 2, Haoxing Liang (violon), Aleksandr Khramouchin (violoncelle) et Christian Ivaldi (piano), Timpani 2C1111, 2007[9].
- Fauré, Pierné : Trios avec piano, Trio Wanderer, Harmonia Mundi HMC 902192, 2014[10].